# Liste der Mülheimer U-Bahnhöfe

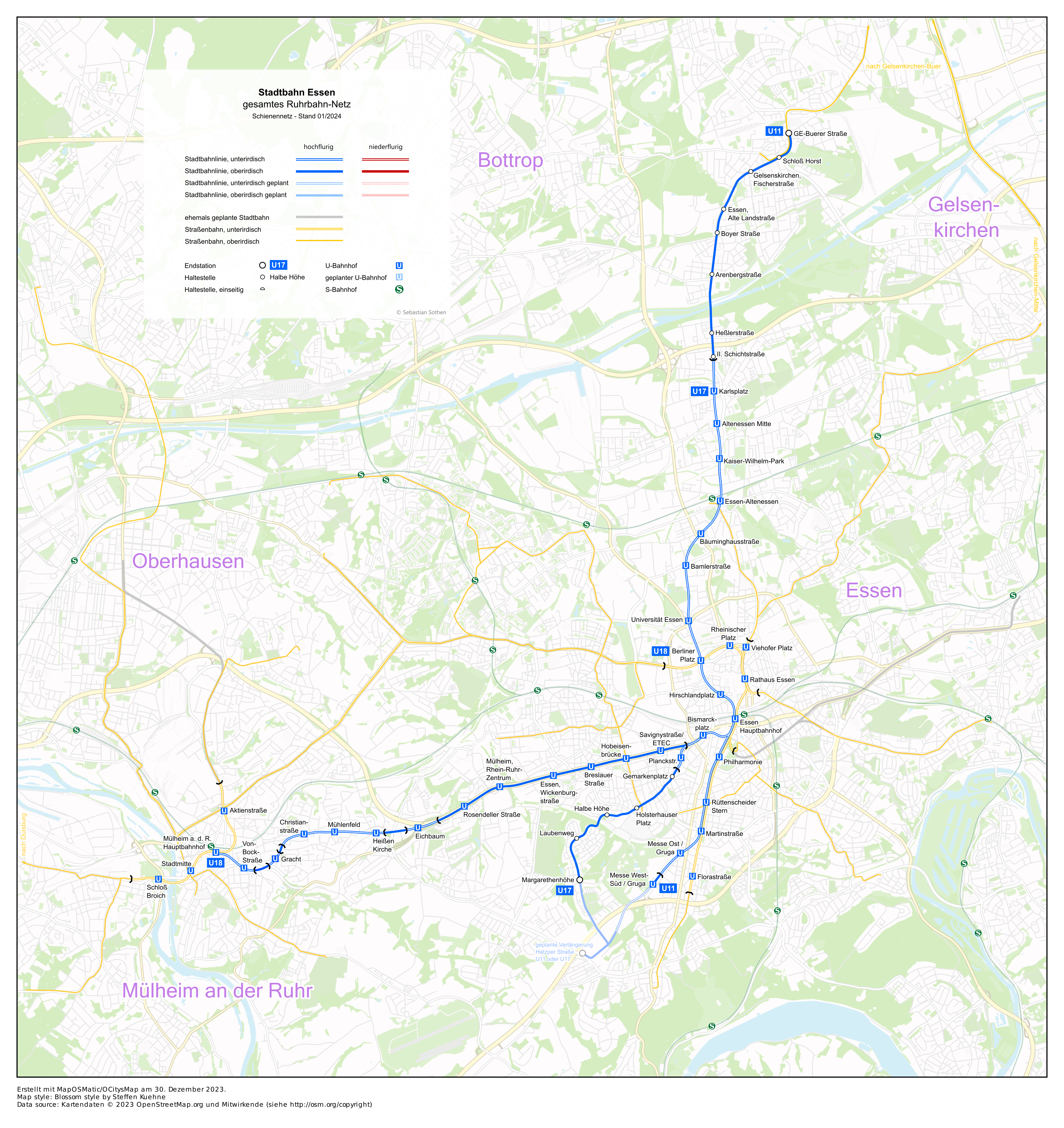
Netzplan

Die Liste der Mülheimer U-Bahnhöfe enthält alle U-Bahnhöfe, die in Mülheim an der Ruhr für den Stadtbahnbetrieb Rhein-Ruhr eingerichtet wurden.

## Beschreibung
Bei den U-Bahnhöfen in der Liste handelt es sich um U-Bahn-gerecht ausgebaute Bahnhöfe oder Haltepunkte. Das heißt, um einen unabhängigen Betrieb der Strecken zu gewährleisten, sind auch bei den in der Liste aufgeführten oberirdischen Haltepunkten keine Querungsmöglichkeiten über die Gleise vorhanden. Stattdessen ist das Erreichen der Bahnsteige nur über Über- oder Unterführungen möglich.
Die Linienverläufe wurden so dargestellt, wie sie in den Fahrplänen der Verkehrsbetriebe offiziell beschrieben werden. Die Farben der Liniennummern richten sich nach der Darstellung der Zielfilmbänder, wie sie bis in den 2000er Jahren noch vorzufinden waren bzw. bei der Linie 102 noch vereinzelt vorzufinden sind.

## Linien
Die Mülheimer U-Bahnhöfe werden von drei Linien angefahren:
| Linie | Strecke                                                                                            | Eröffnung  | Länge [km] | Haltestellen (U-Bahnhöfe) |
| ----- | -------------------------------------------------------------------------------------------------- | ---------- | ---------- | ------------------------- |
| U18   | Essen Berliner Platz – Essen Hbf – Rhein-Ruhr-Zentrum – Mülheim Hbf                                | 28.05.1977 | 21,5       | 17 (17)                   |
| 102   | Oberdümpten – Mülheim Hbf – Stadtmitte – Uhlenhorst                                                | 1979       | 09,2       | 19 (4)                    |
| 901   | DU-Obermarxloh – Marxloh – Beeck – Laar – Ruhrort – Stadtmitte – Duisburg Hbf – Mülheim Stadtmitte | 1979       | 23,6       | 46 (6)                    |

## U-Bahnhöfe
| Bahnhof            | Bild | Linien       | Eröffnung  | Bahnsteigtyp    | Bahnsteighöhe        | Lage                 | Umsteige- möglichkeiten         | Anmerkungen                                                |
| ------------------ | ---- | ------------ | ---------- | --------------- | -------------------- | -------------------- | ------------------------------- | ---------------------------------------------------------- |
| Aktienstraße       |      | 102          | 27.05.1985 | Mittelbahnsteig | Niederflur           | Tunnel               | 104                             |                                                            |
| Christianstraße    |      | U 18         | 03.09.1979 | Mittelbahnsteig | Hochflur             | Tunnel               |                                 |                                                            |
| Eichbaum           |      | U 18         | 28.05.1977 | Mittelbahnsteig | Hochflur             | Ebenerdig, überdacht | 129                             | Über dem U-Bahnhof befand sich die Bühne der Eichbaumoper. |
| Gracht             |      | U 18         | 03.09.1979 | Seitenbahnsteig | Hochflur             | Ebenerdig, überdacht |                                 |                                                            |
| Heißen Kirche      |      | U 18         | 28.05.1977 | Mittelbahnsteig | Hochflur             | Tunnel               | 129 136 139 151                 |                                                            |
| Mühlenfeld         |      | U 18         | 03.09.1979 | Mittelbahnsteig | Hochflur             | Tunnel               |                                 |                                                            |
| Mülheim Hbf        |      | U 18 102 901 | 28.05.1977 | Mittelbahnsteig | Hoch- und Niederflur | Tunnel               | 125 130 131 135 151 752         |                                                            |
| Mülheim Stadtmitte |      | 102 901      | 19.09.1998 | Mittelbahnsteig | Niederflur           | Tunnel               | 104 112 125 130 131 135 151 752 |                                                            |
| Rhein-Ruhr-Zentrum |      | U 18         | 28.05.1977 | Mittelbahnsteig | Hochflur             | Ebenerdig            | 129 130 151                     | ehemals Humboldtring                                       |
| Rosendeller Straße |      | U 18         | 28.05.1977 | Seitenbahnsteig | Hochflur             | Ebenerdig            |                                 |                                                            |
| Schloß Broich      |      | 102 901      | 19.09.1998 | Mittelbahnsteig | Niederflur           | Tunnel               | 125 131 135 752                 |                                                            |
| Von-Bock-Straße    |      | U 18         | 03.09.1979 | Seitenbahnsteig | Hochflur             | Tunnel               | 131 151                         |                                                            |